# Кулибали, Войо
Войо́ Кулибали́ (фр. Woyo Coulibaly; 26 мая 1999, Гонесс) — французский футболист, защитник клуба «Лестер Сити».

## Биография
Войо Кулибали является воспитанником французского клуба «Гавр». В июне 2019 года футболист подписал с клубом профессиональный контракт. Дебют Кулибали на высшем уровне состоялся в августе 2019 года в матче Лиги 2 против «Ньора».
Во Франции Кулибали отыграл два полных сезона, а в августе 2021 года перешёл в итальянскую «Парму», с которой подписал контракт до 2025 года.
15 января 2025 перешёл в «Лестер Сити», подписав контракт на четыре с половиной года.